# Нова Гута (зупинний пункт)
Нова Гута — пасажирський зупинний пункт Жмеринської дирекції Південно-Західної залізниці на електрифікованій дільниці Жмеринка — Гречани між зупинними пунктами Кориченці (4 км) та Волоське (4 км).

## Історія
Відкритий у 1954 році, як блокпост Нова Гута.

## Пасажирське сполучення
На зупинному пункті Нова Гута зупиняються приміські поїзди сполученням Жмеринка — Гречани.